# Jasper Le Clercq
Jasper Le Clercq (* 1970) ist ein niederländischer Jazzgeiger und Komponist.
Le Clercq absolvierte eine klassische Violinausbildung, bevor er zum Jazz kam. Er arbeitete u. a. mit dem Ro Theater, der Gruppe La Pat, mit Patricio Wang, Winanda del Sur, Marc van Vught und Bart van Bongen. Als Mitglied des Streichquartetts Zapp! (mit Oene van Geel, Friedmar Hitzer und Emile Visser) spielte er Aufnahmen mit Tom America, Ronald Douglas, Fay Claassen, Mimezine und Piet Noordijk ein.
Außerdem tourte er mit den Improvisationsensembles Het Vogelkwartet und Odd & Scene, der Country-Freejazz-Gruppe Bite the Gnatze, der Crossover-Gruppe ZOAB und der afrikanischen Improvisationsgruppe M.O.T.
Weiterhin komponierte er Filmmusiken zu Dialoge Interieur von Eveline Ketterings, Framed von Eva Schade und Pol von Rineke Kraai und die Musik für das Musical Maxima von Susanne Klinkhamer.

## Diskographie
- Wienanda van Vliet: Suite para Violeta
- Je hebt alles en je hebt mij mit Gedichten von Tjitske Jansen
- Zapp!: Dextro, 2001
- Zapp!: Chamber Grooves, 2003
- Chris Abelen/Ab Baars/Zapp! String Quartet: Space, 2004
- Michael Baird: Ritmoloog Continues, 2004–05
- The Nits: Lers Nuits, 2005
- Zapp!: Passagio, 2005
- Zapp!: Peculiar, 2008